# 丁坂

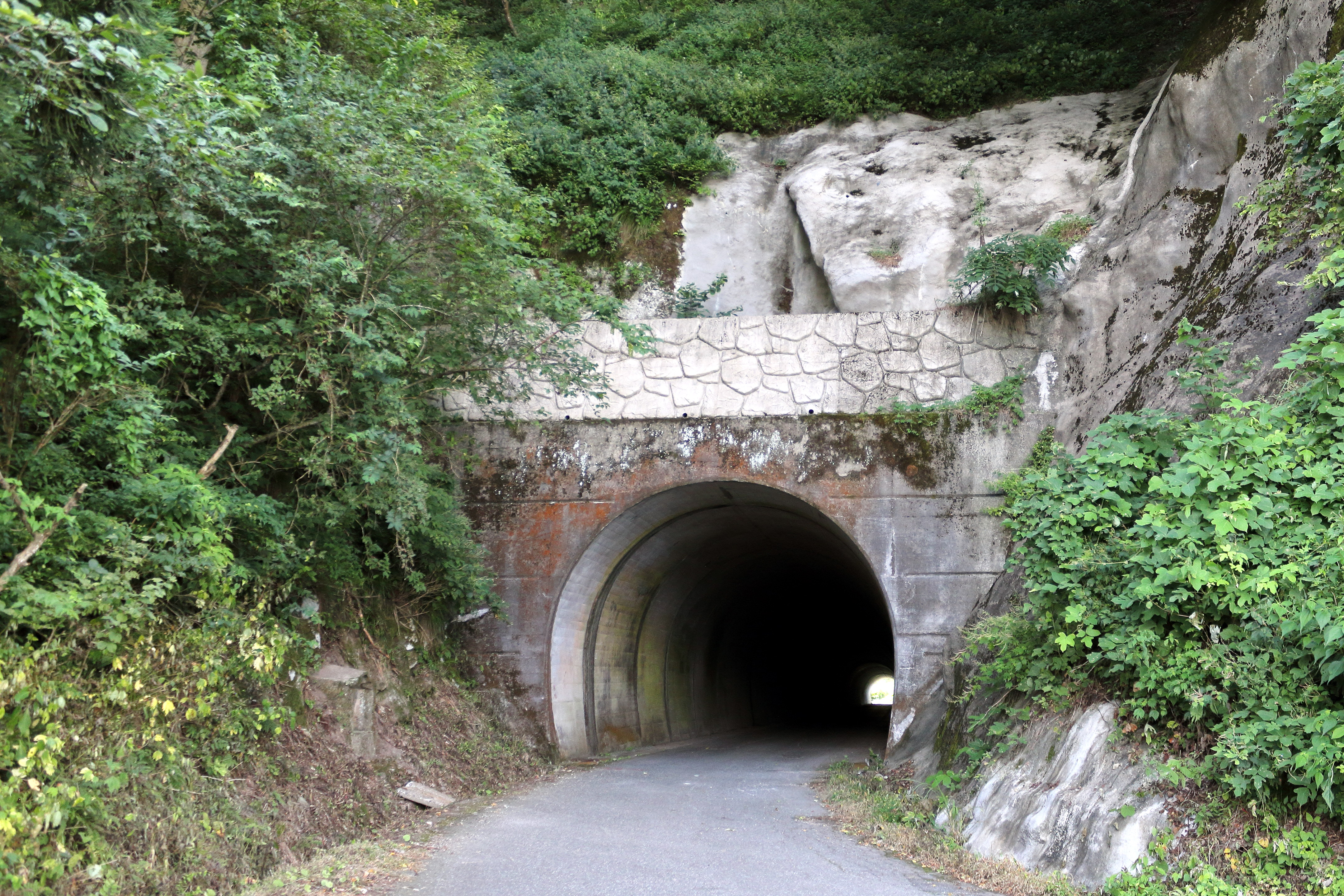
丁坂トンネル

丁坂（ようろうざか）は、福井県福井市と同県大野市を隔てる峠である。

## 概要

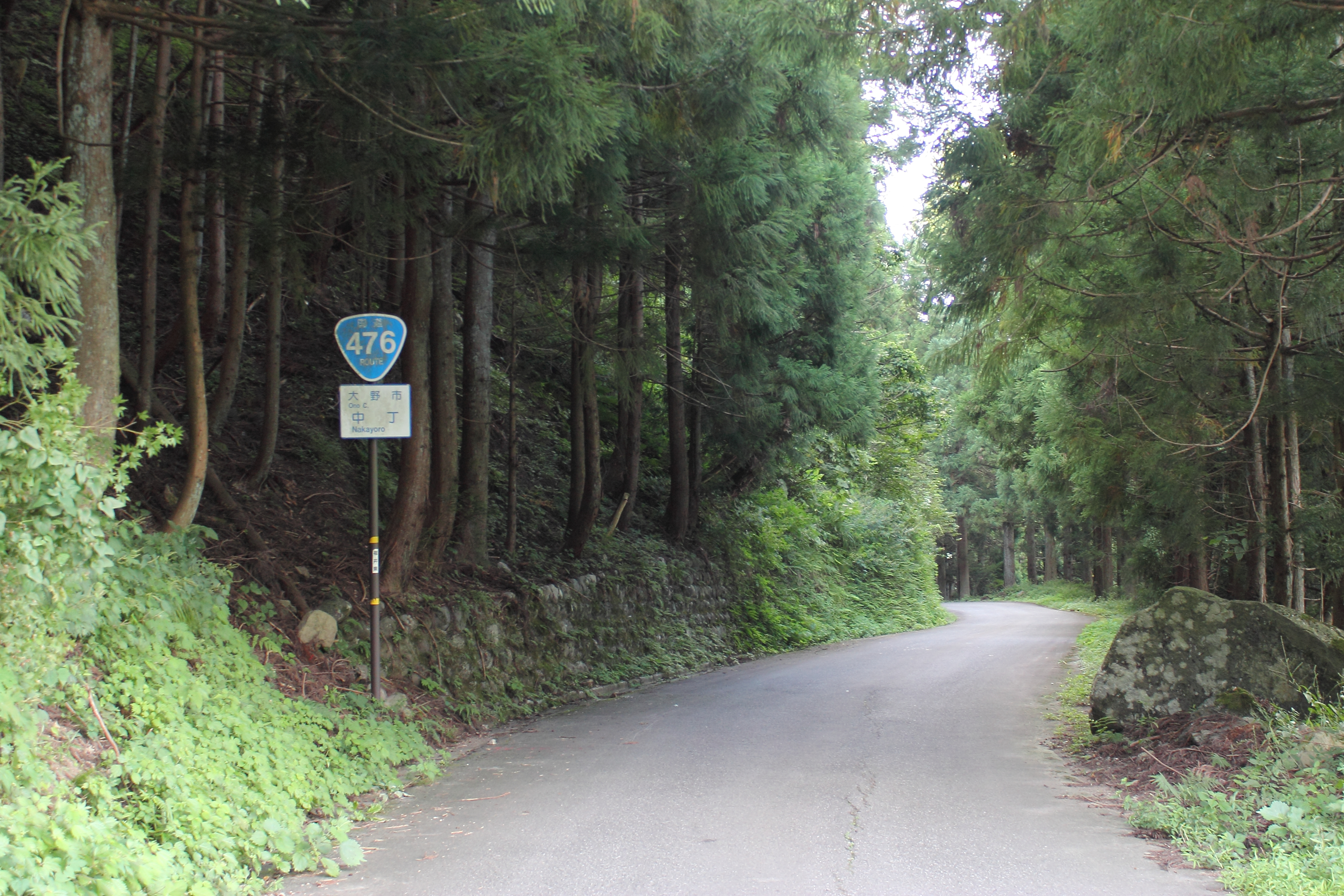
国道476号 丁坂付近

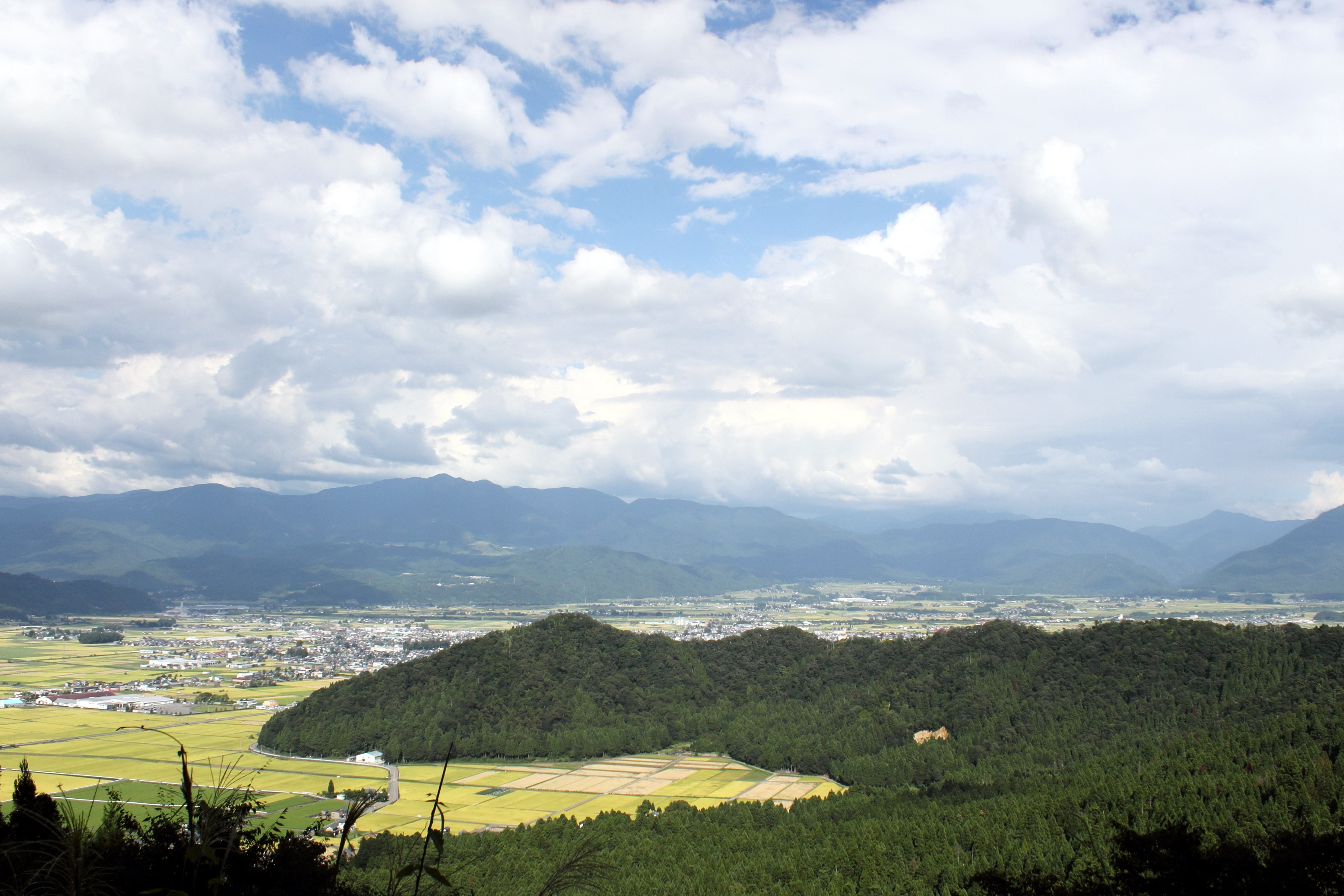
丁坂トンネル付近より望む大野盆地

標高472mの国道476号上に位置する峠である。非常に長い山道区間を有しており峠附近でアップダウンを繰り返す為、峠の位置がわかりにくいが、福井市と大野市の県境に位置するトンネルがこの丁坂となっている。難読地名であるこの坂はかつては「よほろざか」と呼ばれ、「尼僧がよぼろひつつ越えた坂」という伝承の元に名付けられたといわれている。

## 道路状況
2009年現在丁坂トンネルが貫いており、旧道は現存せず車両でも徒歩でもここが現在の丁坂となっている。片側1車線丁度のクネクネとしたカーブの連続する山道を有しているが、標高の割りに勾配は緩やかである。大野市も福井市旧美山町域も盆地にある為、麓自体の標高が高いことがその理由として挙げられるだろう。しかし山深く豪雪地帯である為、冬季にはこの峠附近は通行止めとなってしまう。

## 所在地
- 福井県福井市東俣町 - 大野市中丁